# Nyctochroa basiplaga
Nyctochroa basiplaga är en fjärilsart som beskrevs av Felder 1874. Nyctochroa basiplaga ingår i släktet Nyctochroa och familjen björnspinnare. Inga underarter finns listade i Catalogue of Life.